# Wali-Khan-Moschee

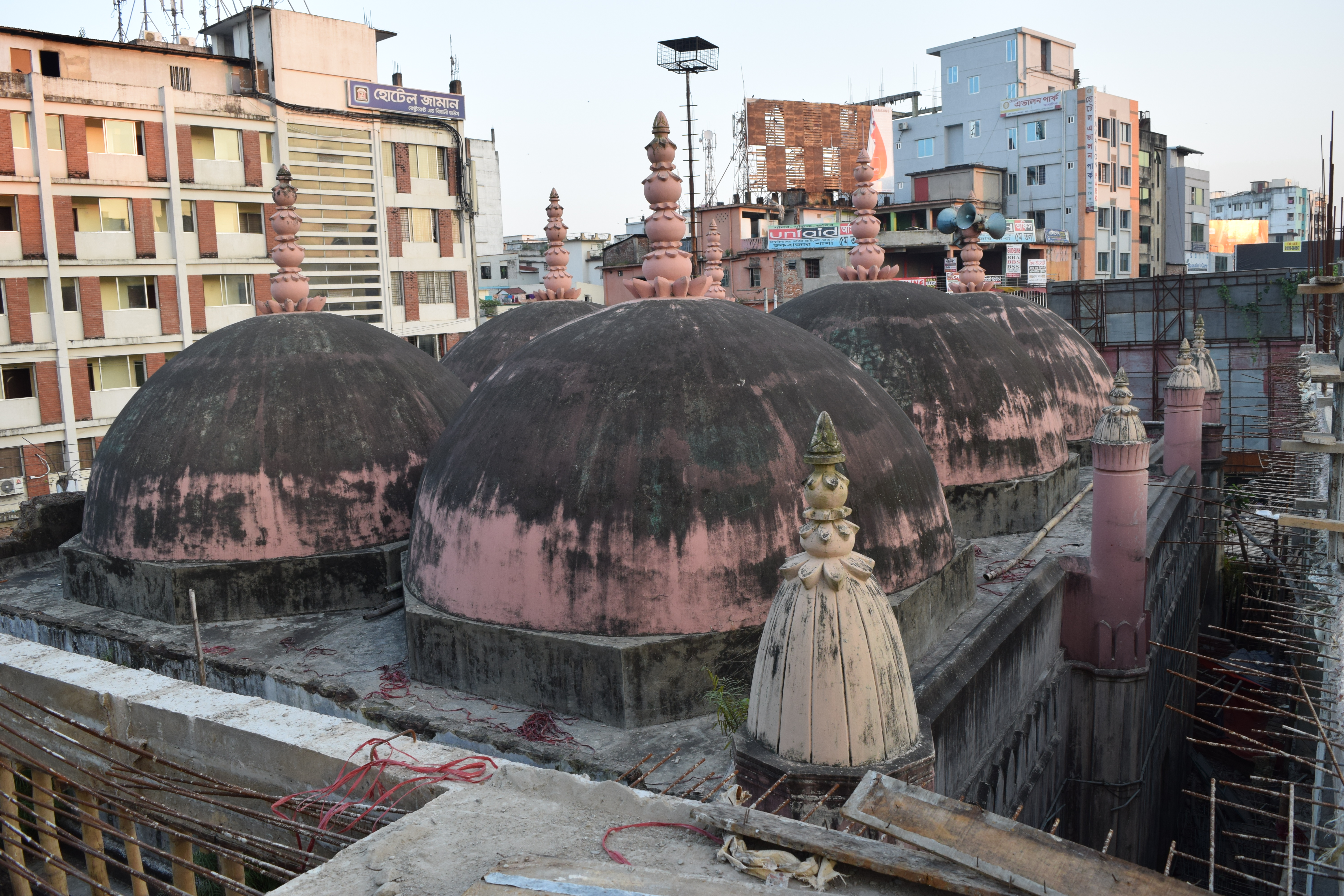
Wali-Khan-Moschee

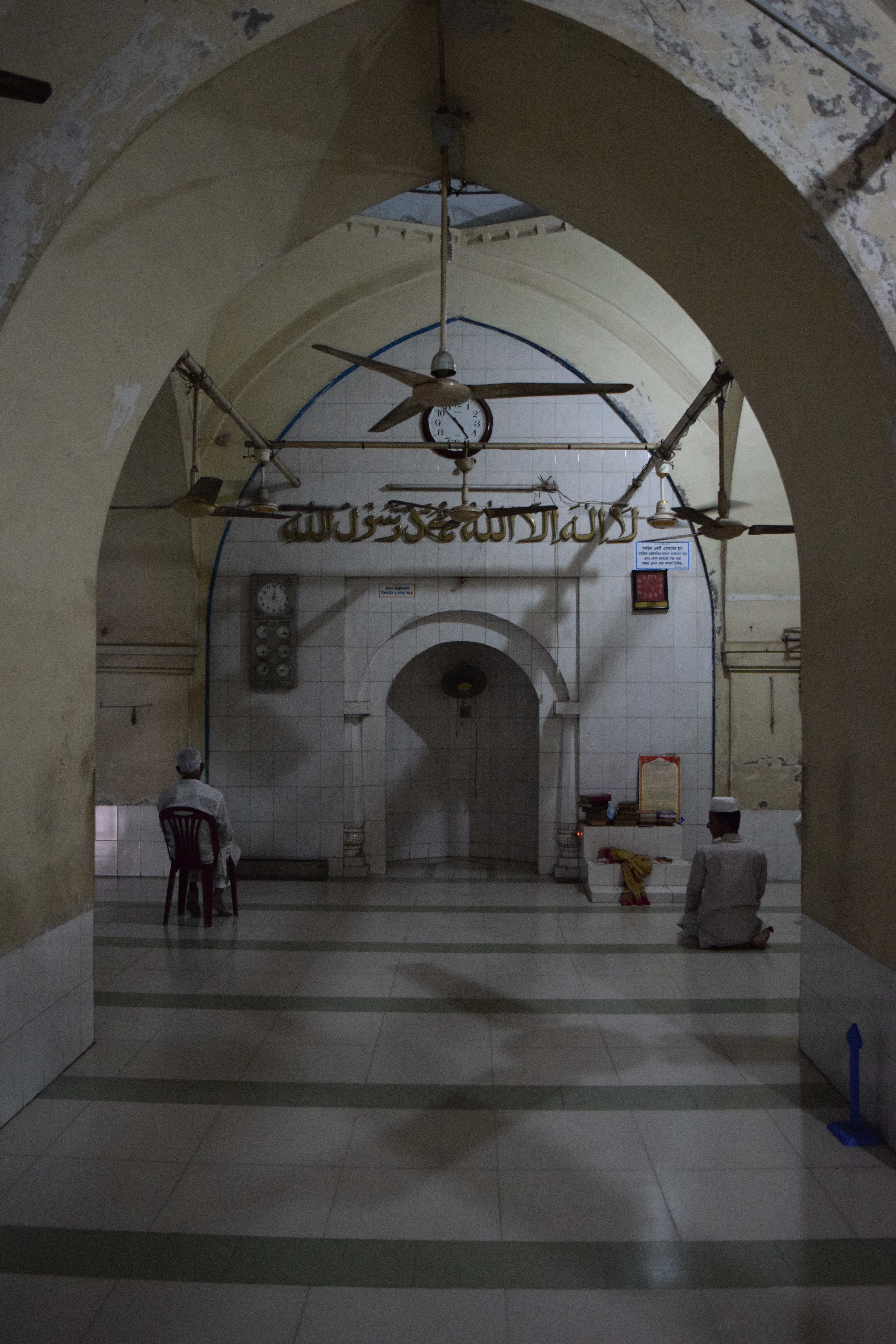
Mittlere Qibla der Moschee

Die Wali-Khan-Moschee (bengalisch ওয়ালী খান মসজিদ) ist eine Moschee aus dem 18. Jahrhundert in Chittagong, Bangladesch. Sie liegt in Stadtviertel Chawk Bazar.

## Geschichte
Die Moschee wurde zwischen 1713 und 1716 von Wali Beg Khan erbaut, einem General (Faujdar) des Mogulreichs. Wali Khan begründete auch das Stadtviertel Chawk Bazar und schenkte Land zur Unterhaltung der Moschee. Sie wurde in der Vergangenheit mehrfach umgestaltet, und angrenzende Bauten haben zu starker Verwahrlosung des Gebäudes geführt.

## Architektur
Das rechteckige Gebäude verfügt über vier oktogonale Türme an den Ecken. Es gibt drei Eingänge im Osten, wobei der mittlere größer ist als die beiden flankierenden. Er ist durch einen rechteckigen Fronton geschmückt. Diese Fassade war ein wichtiges architektonisches Element des Chawk.
Das Innere der Moschee misst 17,68 m mal 10,21 m. Zwei robuste Ziegelpfeiler mit weiteren stützenden Pilastern und Bögen teilen den Gebetsraum in drei Schiffe, die jeweils mit zwei Kuppeln überdacht sind. Jede der Kuppeln sitzt auf einem achteckigen Gesims. Es gibt drei Mihrābs in der Qibla-Mauer. Aufgrund von Überarbeitungen hat die zentrale Mihrāb allen Schmuck verloren.